# Strana Práv Občanů ZEMANOVCI
Strana Práv Občanů ZEMANOVCI (zkráceně SPOZ) byla česká neparlamentní středolevicová politická strana, vzniklá na podzim roku 2009. Hlásila se k sociálně demokratické orientaci[zdroj⁠?!] a kladla důraz na principy přímé demokracie.[zdroj⁠?!] Název byl v textech běžně uváděn v souladu s pravopisem jako Strana práv občanů Zemanovci. Ke konci roku 2022 byla rozpuštěna.

## Historie

### Vznik
Pro utvoření subjektu se na sjezdu v říjnu 2009 vyslovila většina přítomných členů občanského sdružení Přátelé Miloše Zemana. Sám Miloš Zeman, který stanul v čele přípravného výboru SPO, označil za základní cíl formace rozšíření práv voličů, např. v podobě zavedení přímé volby starostů i hejtmanů, přijetí zákona o obecném referendu či umožnění panašování (výběru konkrétních osobností napříč kandidátkami) též při volbách do poslanecké sněmovny a krajských zastupitelstev. SPO v programu k volbám do poslanecké sněmovny roku 2010 navrhovala obnovení daňové progrese a léčbu krize podporou firemních investic namísto zvýšení spotřební poptávky (tzn. kupříkladu upřednostnění výstavby pečovatelských domů pro seniory před vyplacením třináctého důchodu, které prosazovala ČSSD).

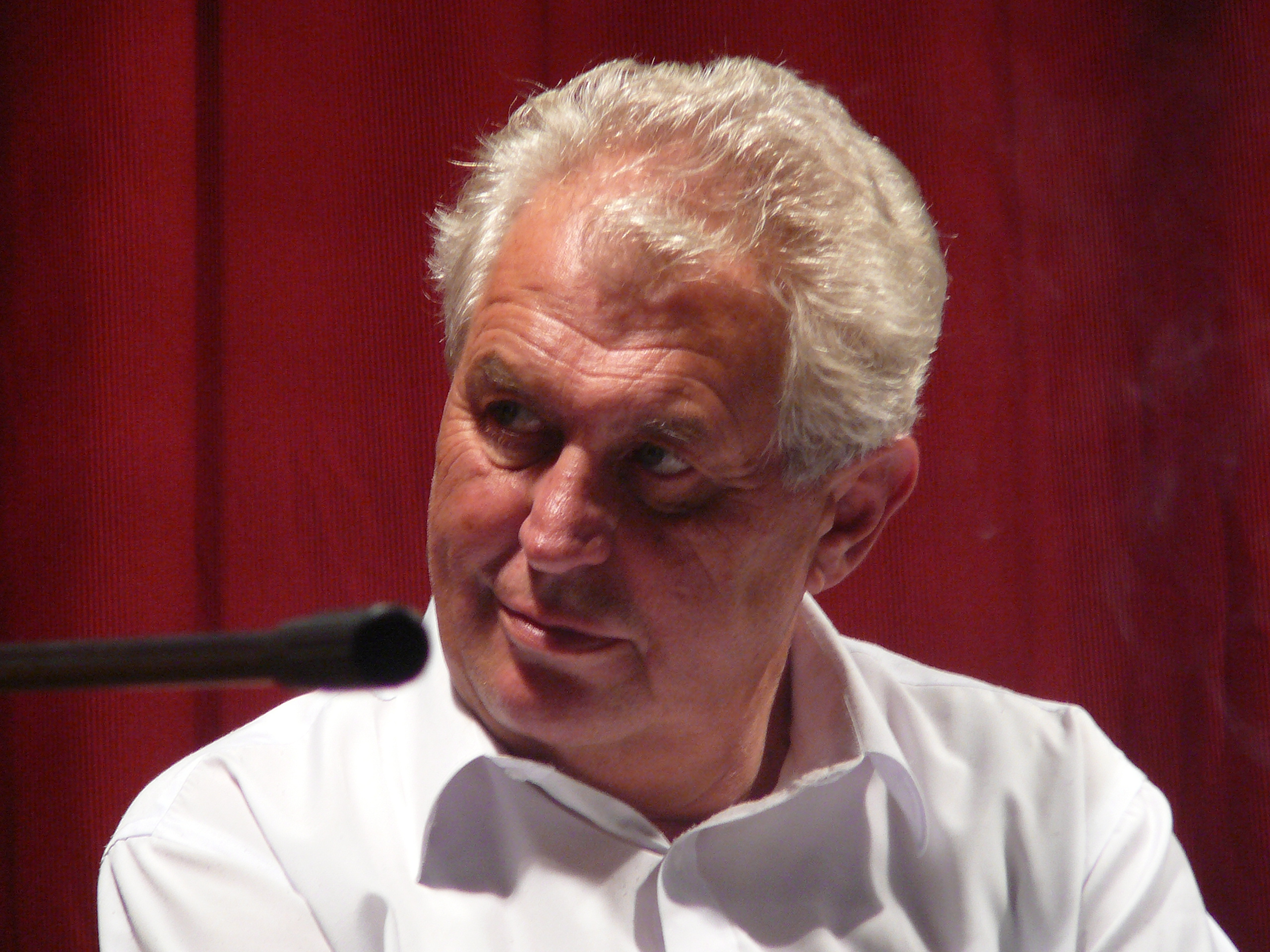
Miloš Zeman

Do činnosti subjektu se zapojily osoby v minulosti spjaté s ČSSD, nespokojené s politickým kursem strany nejen pod vedením Jiřího Paroubka, ale hlavně Vladimíra Špidly a později Bohuslava Sobotky. V přípravném výboru strany zasedali vedle předsedy Miloše Zemana také čtyři někdejší ministři jeho vlády: Miroslav Grégr, Jan Fencl, Eduard Zeman a Jaromír Schling. Silné zázemí si SPO vybudovala především v Ústeckém kraji; tamější kandidátku do sněmovních voleb vedl předseda Zeman.

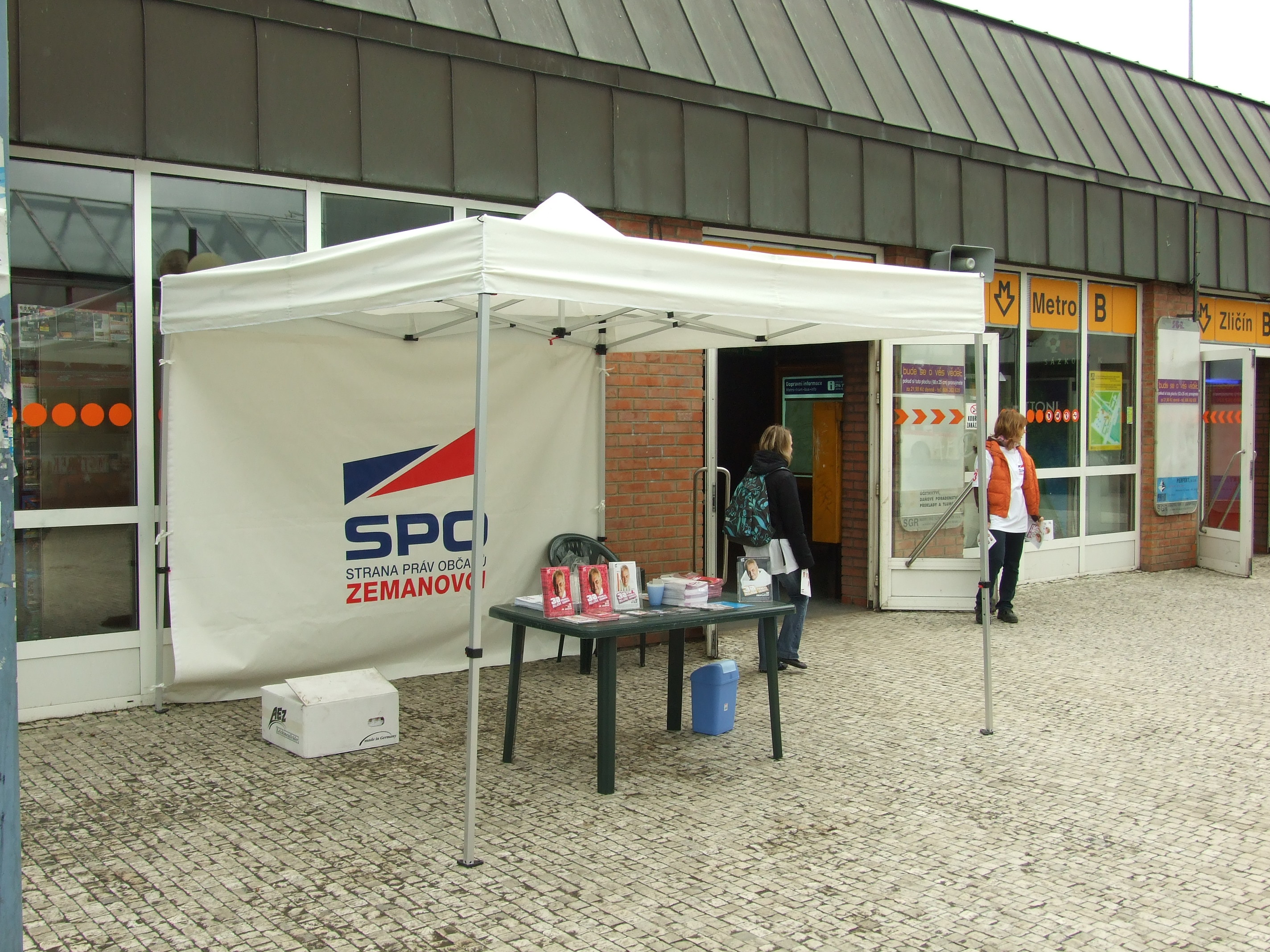
Stánek SPOZ během předvolební kampaně v květnu 2010 v Praze

Členem SPOZ se v lednu 2010 stal poslanec Kosta Dimitrov, zvolený za ČSSD. Tím se SPO stala parlamentním subjektem s jedním poslancem, ačkoli se poté k Dimitrovově počínání představitelé strany vyjádřili rezervovaně.

### Volby 2010
V únoru 2010 SPO podle výzkumu SC&C a STEM v Libereckém kraji překročila pětiprocentní hranici nutnou pro vstup do PS. Stalo se tak i v kraji Vysočina, Olomouckém a dalších.
Na ustavujícím sněmu v březnu 2010 byl předsedou strany zvolen Miloš Zeman, který na funkci rezignoval po parlamentních volbách 2010, ve kterých se strana nedostala do sněmovny. Strana získala celkem 226 527 hlasů (4,33 %). Po volbách představitelé SPO vyjádřili nesouhlas s programovým prohlášením Nečasovy vlády, které vyčítali rezignaci na realizaci aktivních opatření k podpoře ekonomického růstu. SPOZ se účastnila komunálních voleb roku 2010, stejně jako souběžně pořádaných voleb senátních, v nichž postavila vlastní kandidáty v 18 z celkového počtu 27 volebních obvodů. 
Předsedou strany byl zvolen podnikatel Vratislav Mynář a zůstal jím do roku 2013, kdy byl jmenován vedoucím prezidentské kanceláře.
V krajských volbách roku 2012 strana dosáhla úspěchu ve Zlínském kraji, kde se stala součástí Rady.
V prezidentských volbách 2013 strana podporovala Miloše Zemana a podílela se na jeho volební kampani.

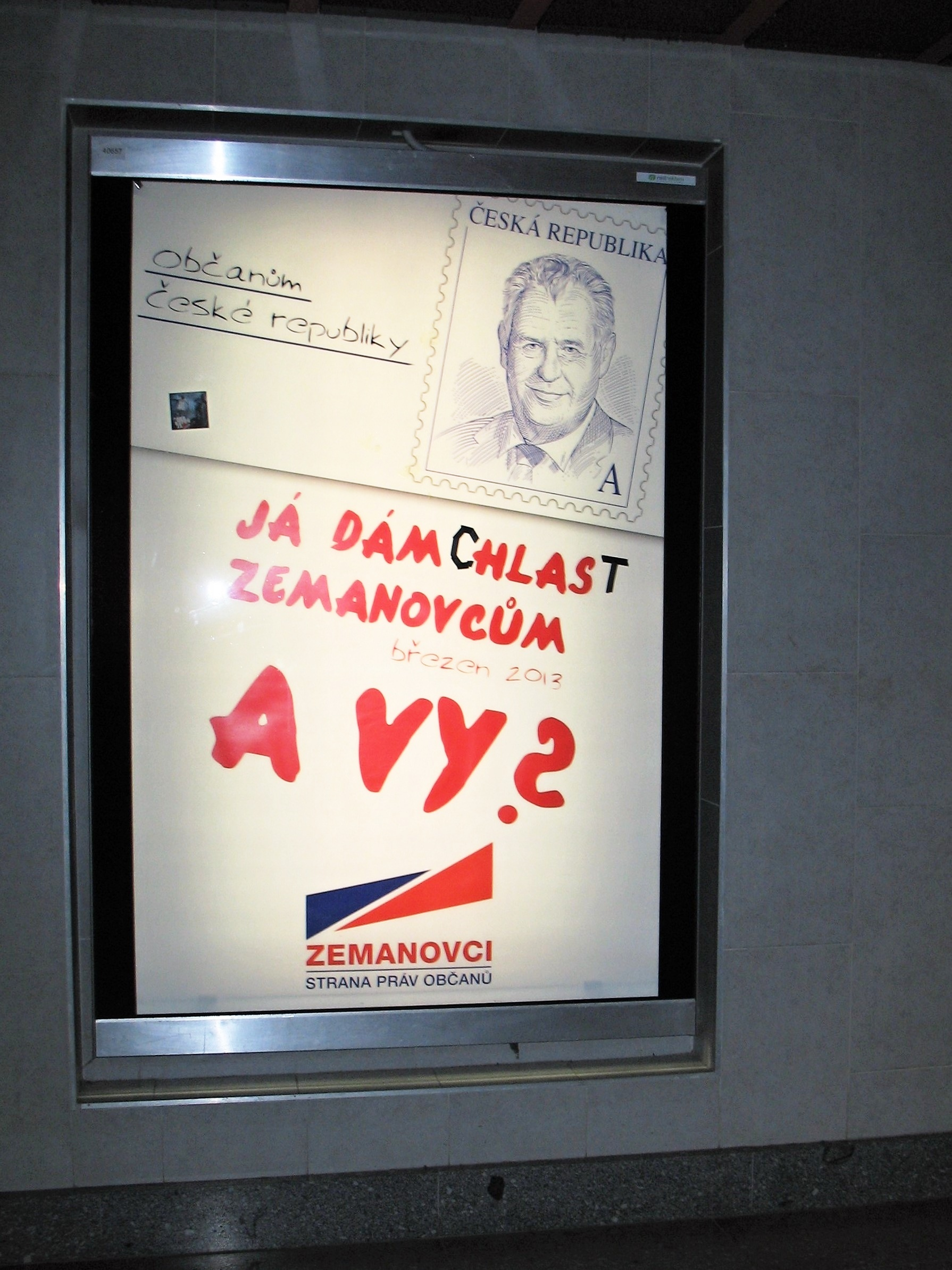
Volební billboard SPOZ v roce 2013 poškozený odpůrci

### Předčasné volby 2013
Po pádu vlády Petra Nečase v červenci 2013 prezident Miloš Zeman v rozporu s ústavními zvyklostmi jmenoval vládu Jiřího Rusnoka, která neměla podporu Poslanecké sněmovny. V této vládě zasedala řada sympatizantů a spolupracovníků Strany práv občanů, někteří z nich následně za stranu kandidovali v předčasných volbách, například ministr dopravy Zdeněk Žák, ministr zemědělství Miroslav Toman nebo ministr vnitra Martin Pecina. Stranu navíc veřejně podporoval prezident Zeman, objevil se i na jejích billboardech. V parlamentních volbách v roce 2013 v průzkumech SPOZ měla preference okolo 8–9 % procent, leč úspěch se nedostavil a SPOZ se do sněmovny nedostala, získala ještě méně hlasů než v roce 2010, pouze 1,51 %. Po volbách prezident Zeman vyslovil přání vypustit z názvu strany slovo Zemanovci, v čemž mu strana vyhověla a nadále se jmenovala jen Strana práv občanů. 

### Další vývoj a zánik

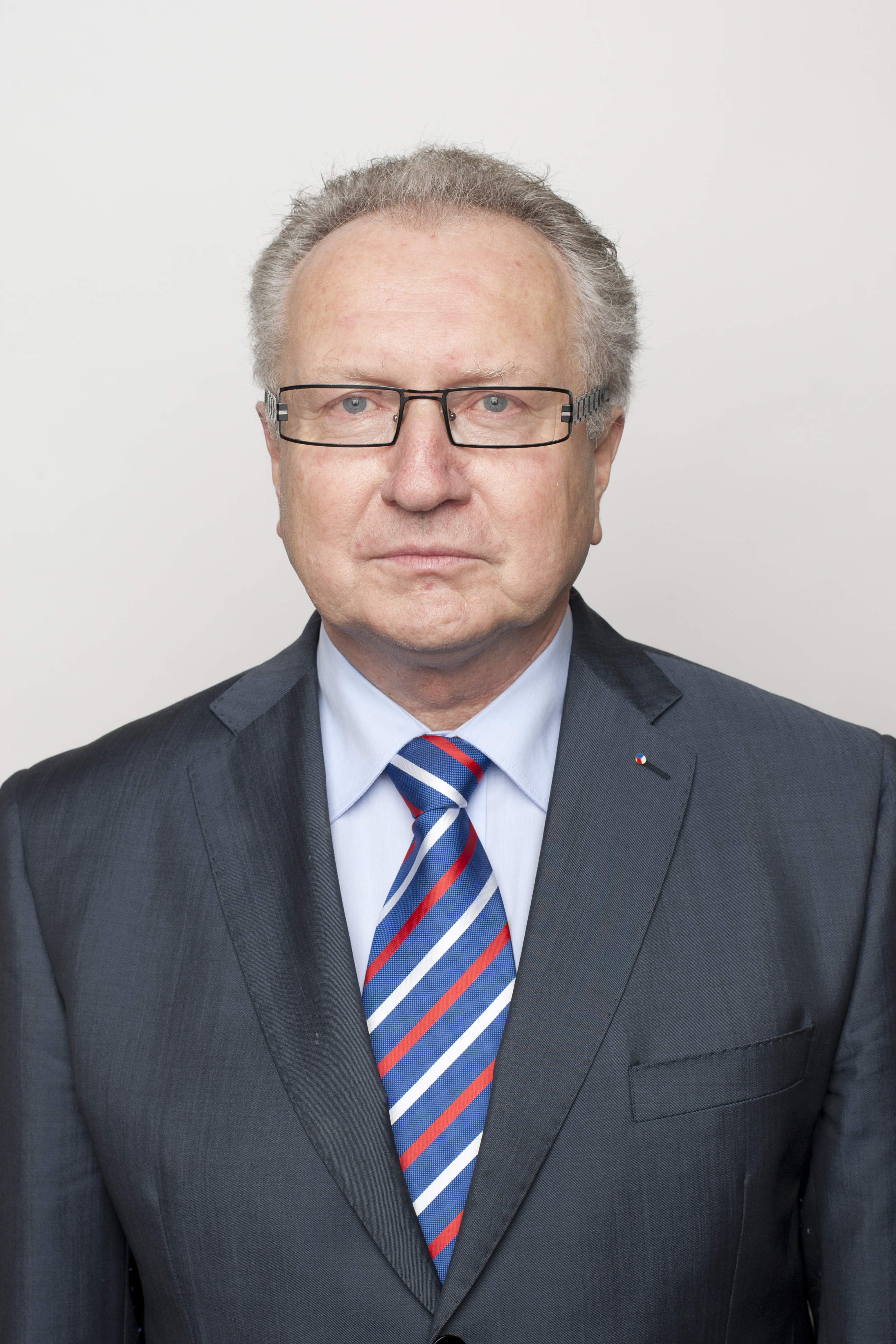
Senátor Jan Veleba, předseda strany v letech 2014–2018

V roce 2014 byl předsedou strany zvolen senátor a zemědělský funkcionář Jan Veleba. Strana vytvořila vlastní senátorský klub spolu s KSČM a hnutím Severočeši. Významným a mediálně známým členem strany se stal například senátor a podnikatel František Čuba.

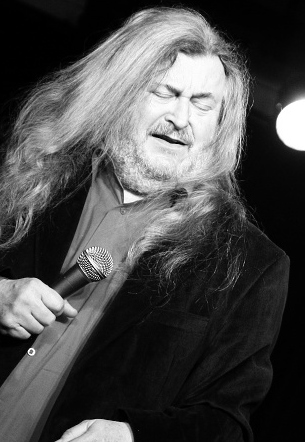
František Ringo Čech, lídr strany v roce 2017

Relativně velké úspěchy zaznamenala SPO ve volbách do krajů v koalici s SPD Tomia Okamury v roce 2016. Získala historických 16 krajských zastupitelů a ve dvou krajích své náměstky, obdržela 7 %. SPO však přišla o vlastní klub, následně spoluvytvořila Klub nezávislých senátorů.
Před volbami v říjnu 2017 se stal celostátním lídrem strany hudebník a přítel Miloše Zemana František Ringo Čech. Strana ve volbách opět propadla, získala pouze 0,36% hlasů.
Během prezidentských voleb 2018 strana opět hlasitě podporovala Miloše Zemana, pomáhala mu například se sběrem podpisů. Po vítězství Miloše Zemana ve volbách se SPO vrátila ke svému přídomku ZEMANOVCI. Novým předsedou strany se stal osobní lékař prezidenta Zemana Lubomír Nečas. Ve stejném roce strana přišla o zastoupení v Senátu, František Čuba rezignoval ze zdravotních důvodů poté, co se již dva roky nezúčastňoval jednání a Janu Velebovi vypršel mandát a znovu nekandidoval.
Roku 2020 byl zvolen předsedou Martin Šulc. Jinou aktivitu strana v podstatě nepraktikovala, během podzimních krajských voleb v roce 2020 SPOZ přišla o zbylé krajské zastupitele.
Ke konci března 2022 rezignoval na post předsedy strany Martin Šulc, stranu dále řídili její místopředsedové Marian Keremidský a Miloslav Soušek. V komunálních volbách v září 2022 strana získala 13 mandátů. Již na sjezdu v březnu 2022 se však rozhodla, že ke konci roku 2022 ukončí svou činnost dobrovolným rozpuštěním. Likvidátorem strany se v dubnu 2023 stal její bývalý předseda Martin Šulc.

## Kontroverze
Jedním ze dvou největších sponzorů strany byl před sněmovními volbami v roce 2010 český zástupce ruské ropné společnosti Lukoil Martin Nejedlý. Firma Lukoil Aviation Czech přitom získala v roce 2007 bez výběrového řízení smlouvu na dodávání leteckého benzinu pro státem vlastněné letiště Praha Ruzyně. Zájmy ruské ropné firmy zastupovala v České republice soukromá lobbistická firma Slávia Consulting Miroslava Šloufa. Miloš Zeman zdůraznil, že peníze pocházely od Nejedlého coby soukromé osoby, nikoli z titulu jeho angažmá pro společnost Lukoil, a že darovaných 400 tisíc korun netvořilo příliš významnou část příjmů SPO.
Kontroverzní Miroslav Šlouf se stal předsedou pražské krajské organizace a za tuto stranu v roce 2010 kandidoval i na pražského primátora, nedostal se však ani do zastupitelstva.
Do dalších problémů kolem financování se strana dostala v roce 2020, kdy vyšly najevo dary od sponzorů pocházejících z trestné činnosti (krácení daní).Dřívější analýza ukázala, že více než polovina prostředků Zemanovců pochází od zaměstnanců provázané skupiny firem, které z velké části ovládal právník spojovaný s Vladimírem Putinem. Stejně tak senátor Veleba nedokázal vysvětlit, odkud se vzalo 8 milionů korun, kterými SPOZ podpořila kampaň prezidenta Zemana.
V roce 2018 vyšetřovala policie SPOZ v souvislosti s podezřením na zapojení strany do řetězce, který v Česku krátil daně o desítky milionů nebo financování strany z Ruské federace.

## Program
Strana práv občanů prosazuje prvky přímého zapojení občanů do politického dění.
- snížení procenta preferenčních hlasů z pěti na tři tak, aby občané těmito preferenčními hlasy (tzv. kroužkováním) mohli výrazně upravit pořadí na jednotlivých kandidátkách
- zavedení možnosti současného výběru z více kandidátek (tzv. panašování) tak, aby občan při výběru osobností nebyl vázán na jedinou politickou stranu
- zvýšení počtu sněmovních volebních obvodů z dnešních čtrnácti na třicet pět tak, aby občan při snížení počtu kandidátů ve volebním kraji měl reálnou možnost všechny kandidáty skutečně poznat
- přímou volbu starostů a primátorů
- přímou volbu hejtmanů
- přímou volbu prezidenta republiky
- přijetí zákona o obecném referendu včetně rozšíření možností místních a krajských referend

## Sjezdy

### Celorepublikové shromáždění členů a sympatizantů sdružení Přátel Miloše Zemana
Shromáždění se konalo v Praze 13. října 2009 a byla na něm více než dvěma třetinami z 400 účastníků sjezdu založena SPO. Miloš Zeman připustil, že by mohl být předsedou nové politické strany, avšak zcela vyloučil kandidaturu do Poslanecké sněmovny.

### Ustavující sjezd Strany práv občanů (březen 2010)
Ustavující sjezd se konal ve dnech 6. a 7. března 2010 v Praze. Předsedou strany se stal Miloš Zeman, místopředsedy pak Vladimír Hönig a Radek Augustin. Dalším významným výsledkem sjezdu bylo schválení stanov strany a zejména schválení úpravy názvu strany na Strana Práv Občanů ZEMANOVCI.

### Mimořádný sjezd Strany práv občanů ZEMANOVCI (listopad 2010)
Mimořádný sjezd SPO se konal v sobotu 13. listopadu 2010 v Praze. Na sjezdu se volil nový předseda strany, protože Miloš Zeman na post předsedy po prohraných volbách do Poslanecké sněmovny v květnu 2010 rezignoval.
Delegáty na předsedu strany byli Vratislav Mynář, předseda krajského výboru ve Zlíně, a Tomáš Finger, místopředseda krajského výboru v Praze. Mynář ve volbě zvítězil v poměru hlasů 3:1. Miloš Zeman byl zvolen čestným předsedou.
Na sjezdu byli zvoleni čtyři místopředsedové: Zdeněk Štengl – místopředseda pro Čechy, Radek Augustin – místopředseda pro Moravu, Martin Nejedlý – místopředseda pro ekonomiku a Josef Baxa – místopředseda pro organizaci.

### IV. sjezd SPOZ (březen 2013)
IV. sjezd se konal 23. března 2013 v Praze. Novým předsedou strany byl zvolen Zdeněk Štengl, 1. místopředsedou Martin Nejedlý, místopředsedy Radek Augustin, Dita Portová a Vladimír Kruliš. Strana vypustila z názvu slovo ZEMANOVCI.

### Mimořádný sjezd Strany práv občanů ZEMANOVCI (březen 2014)
Mimořádný sjezd SPO se konal v sobotu 29. března 2014 v Praze. Novým předsedou strany byl zvolen Jan Veleba, místopředsedy se stali Martin Nejedlý, Marian Keremidský, Miloslav Soušek a Luboš Smrčka.
Strana také vypustila z názvu slovo Zemanovci a dále se proto jmenovala jen "Strana Práv Občanů", Miloš Zeman ale zůstal čestným předsedou.

### Sjezd SPO (únor 2017)
V únoru 2017 se konal v pražském TOP HOTELu další sjezd SPO. Post předsedy strany obhájil senátor Jan Veleba, prvním místopředsedou se stal nově zastupitel Jihomoravského kraje Marian Keremidský. Řadovými místopředsedy byli zvoleni: poradce prezidenta Miloše Zemana Martin Nejedlý, zastupitel Moravskoslezského kraje Karel Sládeček a náměstek hejtmana Ústeckého kraje Petr Šmíd.

### Mimořádný sjezd (březen 2018)
Na mimořádném sjezdu strany v březnu 2018 rezignoval na funkci předsedy Jan Veleba a novým šéfem strany byl následně zvolen Lubomír Nečas. Strana také dostala souhlas Miloše Zemana, aby do svého názvu vrátila jeho jméno – Zemanovci. Novým 1. místopředsedou strany byl poté zvolen Petr Šmíd. Řadovými místopředsedy se stali Marian Keremidský, Karel Sládeček a Jana Galbičková. Z vedení strany tak odešel též poradce prezidenta Miloše Zemana Martin Nejedlý. Ke 30. listopadu 2018 zanikly místopředsednické funkce Karlu Sládečkovi a Janě Galbičkové.Strana se vrátila k názvu Strana Práv Občanů ZEMANOVCI (SPOZ).

### Sjezd SPOZ (březen 2020)
Dne 7. března 2020 se konal v pražském TOP HOTELu další sjezd SPOZ. Předsedou strany se stal dosavadní předseda republikové kontrolní komise Martin Šulc, prvním místopředsedou se stal opět zastupitel Jihomoravského kraje Marian Keremidský. Řadovým místopředsedou byl  zvolen Miloslav Soušek.

## Předsedové
| Pořadí | Portrét | Osoba                                                         | Období                               | Doba ve funkci   |
| ------ | ------- | ------------------------------------------------------------- | ------------------------------------ | ---------------- |
| 1.     |         | Miloš Zeman (13. listopadu 2010 byl zvolen čestným předsedou) | 6. března 2010 – 29. května 2010     | 0 let a 84 dní   |
| –      |         | Vladimír Hönig (místopředseda pověřený pravomocemi)           | 29. května 2010 – 13. listopadu 2010 | 0 let a 168 dní  |
| 2.     |         | Vratislav Mynář                                               | 13. listopadu 2010 – 23. března 2013 | 2 roky a 130 dní |
| 3.     |         | Zdeněk Štengl                                                 | 23. března 2013 – 29. března 2014    | 1 rok a 6 dní    |
| 4.     |         | Jan Veleba                                                    | 29. března 2014 – 28. března 2018    | 3 roky a 364 dní |
| 5.     |         | Lubomír Nečas                                                 | 28. března 2018 – 7. března 2020     | 1 rok a 345 dní  |
| 6.     |         | Martin Šulc                                                   | 7. března 2020 – 31. března 2022     | 2 roky a 24 dní  |

## Volební výsledky

### Poslanecká sněmovna
| Volby | Počet hlasů | Změna     | %    | Změna  | Počet mandátů | Změna |
| ----- | ----------- | --------- | ---- | ------ | ------------- | ----- |
| 2010  | 226 527     | -         | 4,33 | -      | 0             |       |
| 2013  | 75 113      | ▼ 151 414 | 1,51 | ▼ 2.82 | 0             | ▬     |
| 2017  | 18 556      | ▼ 56 557  | 0,36 | ▼ 1,15 | 0             | ▬     |

### Senátní volby
Strana se pravidelně zúčastňuje voleb do senátu. Zatím jediným výrazným úspěchem strany v senátních volbách bylo zvolení koaličního kandidáta Františka Čuby senátorem v roce 2014.
| Rok  | Kandidátů | Nejlepší výsledek | Nejlepší výsledek | Nejlepší výsledek | Nejlepší výsledek | Mandáty | Mandáty |
| Rok  | Kandidátů | Kandidát          | obvod             | %                 | hlasů             | získáno | změna   |
| ---- | --------- | ----------------- | ----------------- | ----------------- | ----------------- | ------- | ------- |
| 2010 | 18        | Jaromír Dušek     | č. 46             | 8,31              | 3 808             |         | 0       |
| 2012 | 6         | Jiřina Rippelová  | č. 11             | 17,58             | 5 984             | 0       | ▬       |
| 2014 | 10        | František Čuba    | č. 78             | 23,89             | 10 332            | 1       | ▲ 1     |
| 2016 | 3         | Soňa Hlavová      | č. 46             | 7,60              | 2 606             | 0       |         |